# Perigonia jamaicensis
Perigonia jamaicensis este o specie de molie din familia Sphingidae. Este întâlnită în Jamaica. 
Este asemănătoare cu Perigonia lusca lusca, dar se distinge prin marcajul galben mare și difuz de pe jumătatea bazală a aripii posterioare.